# Theodor Steltzer
Theodor Steltzer (mit vollem Namen: Theodor Hans Friedrich Steltzer, * 17. Dezember 1885 in Trittau; † 27. Oktober 1967 in München) war ein deutscher Judenretter und Politiker (CDU). 1946/1947 war er der vom britischen Militärgouverneur eingesetzte Ministerpräsident von Schleswig-Holstein.

## Leben
Nach dem Abitur 1902 am Johanneum in Lüneburg trat Theodor Steltzer 1904 als Offiziersanwärter in die preußische Armee ein. 1907 begann er ein Studium der Staatswissenschaften in München, setzte aber schon 1909 als Bataillonsadjutant in Göttingen seine militärische Laufbahn fort. Von 1912 bis 1914 besuchte er die Kriegsakademie in Berlin. Nach Ausbruch des Ersten Weltkrieges war er zunächst bei Lüttich und dann in Ostpreußen, Prag und Łódź eingesetzt. Silvester 1914 wurde er schwer verwundet. 1915 nahm er den Dienst als Offizier im Generalstab des Feldeisenbahnwesens in Mézières-Charleville wieder auf und wurde 1917 Generalstabsoffizier zur besonderen Verwendung beim Feldeisenbahnwesen im Großen Hauptquartier der Obersten Heeresleitung in Spa.
Seit 1920 war er Landrat des Kreises Rendsburg. Aus dieser Position wurde er 1933 entfernt und wegen angeblicher Unterschlagung öffentlicher Gelder verhaftet. Nach seiner Freilassung wurde er kurz darauf des Hochverrats beschuldigt, in zweiter Instanz jedoch freigesprochen. Er gehörte zu den Teilnehmern der von der Löwenberger Arbeitsgemeinschaft organisierten Arbeitslager.
1936/38 war Steltzer Sekretär der Evangelischen Michaelsbruderschaft in Marburg.
Steltzer wurde zu Beginn des Zweiten Weltkriegs in Polen als Transportoffizier reaktiviert und war anschließend als Stabsoffizier in Bonn eingesetzt. Am 1. August 1940 zum Generalstab des Wehrmachtbefehlshabers Norwegen in Oslo versetzt, half er 1941 bei der Organisation einer Massenflucht von norwegischen und dänischen Juden in das neutrale Schweden. Steltzer knüpfte zu dieser Zeit auch Verbindungen zum Kreisauer Kreis um Helmuth James von Moltke. Er wurde nach dem Attentat vom 20. Juli 1944 verhaftet und am 15. Januar 1945 vom Volksgerichtshof zum Tode verurteilt. Die Fürsprache finnischer und schwedischer Freunde erreichte einen Aufschub seiner Hinrichtung. Am 24. April 1945 wurde Steltzer aus der Haft entlassen. Im Herbst 1945 wurde ihm das Amt des Landrats in Rendsburg kommissarisch für sechs Wochen übertragen.
1947 und 1948 nahm Steltzer an Zusammenkünften der Gesellschaft Imshausen teil, die eine Erneuerung Deutschlands aus dem Geist des Widerstands anstrebte. Von 1950 bis 1952 leitete er das Institut zur Förderung öffentlicher Angelegenheiten in Frankfurt am Main. Von 1955 bis 1960 war er Präsident der Deutschen UNESCO-Kommission und Geschäftsführender Präsident der Deutschen Gesellschaft für Auswärtige Politik; die DGAP hatte er mitgegründet. Verheiratet war er seit 1909.
Laut Recherchen des Bayerischen Rundfunks hatte er eine Affäre mit seiner Schwiegertochter und war höchstwahrscheinlich der eigentliche Vater seiner offiziellen Enkelin. <ref>{{Internetquelle |autor=Bayerischer Runfunk |url=https://www.br.de/mediathek/podcast/der-moerder-und-meine-cousine/833 |titel=Der Mörder und meine Cousine |sprache=de |abruf=2025-04-07}}</ref>

## Politik
Im Juni 1945 gehörte Steltzer zu den Mitbegründern der CDU in Berlin. Nach seiner Rückkehr nach Schleswig-Holstein im Herbst 1945 zählte er hier ebenfalls zu den Mitbegründern der CDU. Am 15. November 1945 wurde er von den britischen Besatzungsbehörden als Nachfolger von Otto Hoevermann zum Oberpräsidenten der damaligen Provinz Schleswig-Holstein ernannt und erhielt den Auftrag zum Aufbau einer Provinzialverwaltung. Hugh Vivian Champion de Crespigny ernannte ihn am 23. August 1946 zum Ministerpräsidenten. Sein Kabinett war aus Vertretern von CDU, SPD und KPD zusammengesetzt. Am Tag vor der Landtagswahl in Schleswig-Holstein 1947 gab er dieses Amt am 19. April 1947 an den bisherigen Innenminister Hermann Lüdemann (SPD) ab. 1946/1947 saß Steltzer im Ernannten Landtag Schleswig-Holsteins.

## Schriften
- Von deutscher Politik. Dokumente, Aufsätze und Vorträge. Knecht, Frankfurt am Main 1949.
- Sechzig Jahre Zeitgenosse. List Verlag, München 1966 (Autobiographie).
- Reden, Ansprachen, Gedanken 1945–1947. Grundlegende Ausführungen des letzten Oberpräsidenten und ersten Ministerpräsidenten Schleswig-Holsteins. Herausgegeben und erläutert von Kurt Jürgensen. Wachholtz, Neumünster 1986 (= Quellen und Forschungen zur Geschichte Schleswig-Holsteins, Band 88), ISBN 3-529-02188-1.